# Parafia Matki Bożej Królowej Polski w Bydgoszczy
Parafia Matki Bożej Królowej Polski w Bydgoszczy – rzymskokatolicka parafia w Bydgoszczy, erygowana w 1968 roku. Należy do dekanatu Bydgoszcz IV.